# Christine Zufferey (Mary Zoo)
 (août 2022).
Si vous disposez d'ouvrages ou d'articles de référence ou si vous connaissez des sites web de qualité traitant du thème abordé ici, merci de compléter l'article en donnant les références utiles à sa vérifiabilité et en les liant à la section « Notes et références ».
 (décembre 2018).
Pour les articles homonymes, voir Zufferey.
Christine Zufferey, Mary Zoo de son nom de scène depuis 2012, née en 1971 à Sierre, en Valais, est une auteur-compositrice-interprète suisse.

## Biographie
Elle commence par jouer du piano enfant puis, se met à la guitare électrique à l'âge de 17 ans. Elle joue du thrash metal dans son premier groupe.
À 17 ans, elle part une année en Californie pour étudier l’anglais, la langue de ses chansons et de ses artistes préférés.
Quelques années plus tard, elle retourne aux États-Unis et s’installe à Boston, où elle étudie la composition de musique de film au Berklee College of Music. Elle chante aussi souvent qu’elle le peut dans une succession de groupes de rock.
En mai 2006, elle revient chanter en Europe après plusieurs années sur Boston.
En 2013, elle part s'installer à Paris.

## Parcours musical
Son parcours musical commence avec January, un groupe rock/pop/alternatif avec lequel elle enregistre trois CDs : « See thru, 1995 », « Keep me from sleeping, 1996 », « January 1997 ».
Parallèlement, Christine rejoint le quintet dark/art/rock sabot Le groupe produit deux CDs et est suivi par un grand nombre de fans de la scène gothique de Boston : « Sabo, 1997 », « The winding Up, 2003 ».
Étape suivante : “All the Queen’s Men”, un groupe hybride rock/électronique (ou rocktronica). Christine amène AQM en tournée dans son Europe d’origine : « Madame Static (2001) », « Curvy Baby (2002) ». Concerts sur toute la côte Est des États-Unis et en Europe, avec un concert mémorable dans un lieu légendaire : le CBGB’s à New York.
En 2005, elle produit un CD électro avec le groupe “Vavoom” réunissant pour la première fois des textes français et anglais : « Vavoom, 2005 ».
En 2004, naissance du groupe "Ziaf". Un projet complètement accidentel. AQM avait rajouté un titre d’Édith Piaf à son répertoire pour une soirée et un organisateur de la scène underground de Boston leur a demandé d’en jouer pour une fête de la Bastille. De là a commencé l’aventure Ziaf, avec des tournées en Europe et, pour Christine, un retour à sa langue natale. Sortie de 2 albums : « Hello Boy ! You come with me ?, 2005 (12 titres d’Édith Piaf) » et « En Rose, 2005 ». Elle passe dans l'émission « sous les étoiles exactement » lors de leur première grande tournée en France. Georges Moustaki a écrit à propos de Ziaf : "Fraîcheur, musicalité, rythme, talent, sensibilité, émotion... Piaf aurait aimé entendre ses chansons "revisitées" par ZIAF. Une célébration à la hauteur du génie de la grande petite dame". Christine a fait un lever de rideau en solo pour Georges Moustaki quelques années plus tard, à Bruxelles.
Sous le nom de Christine Zufferey, elle enregistre 2 albums en solo : « À découvert, 2006 », « C’était comme marcher sur la lune, 2009 ».
En 2015, elle écrit et compose avec un collectif d’artistes sur le projet rock multimédia "Bring us your women" à Boston. Elle participe activement au clip pour la chanson « Kali ».

## Couverture médiatique
Christine a été plusieurs fois l’invitée de Serge Le Vaillant dans l’émission “Sous les étoiles exactement” sur France Inter, et de “Radio Paradiso” sur la Radio suisse romande la 1re. Elle passe régulièrement sur Option Musique.
Elle passe en 2016 dans le documentaire de TF1 Reportages découverte - Dans les secrets des catacombes consacré aux catacombes clandestines de Paris avec une partie concernant la création de son album « Tales from the Underground ». Un concert souterrain est organisé pour l'occasion.

## Concerts et autres productions
- 2014 à 2017 : Mexique, Canada, États-Unis et Europe. Plusieurs tournées dans les Pays-Bas

- 2016 : deux concerts avec l’Orchestre Valaisan Amateur, composé de 46 musiciens classiques, avec le répertoire de Piaf.

- Chante Tom Waits pour la pièce WOYZECK de la compagnie de Théâtre Gigante à Milwaukee, États-Unis.

- 2017 : Bataclan à Paris, « 106 » à Rouen et « Docks » à Lausanne, en première partie de Rodrigo y Gabriela. « Festival Voix de Fête » à Genève avec un orchestre de cordes et en concert acoustique à St-Léonard (Suisse) dans le plus grand lac souterrain d’Europe[7].

- 2019 : Olympia, en première partie de Rodrigo y Gabriela.

## Discographie

### Mary Zoo
Les réalisations musicales sont classées par ordre déchronologique
- 2021 : Tales from the Land Above
- 2018 : Tales from the Enchanted Maze
- 2016 : MaryZoo chante Edith Piaf - vol.2
- 2016 : Tales from the underground[8],[9]
- 2014 : Like sunshine after the rain[10],[11]
- 2013 : MaryZoo chante Edith Piaf - vol.1
- 2012 : In Parallel

### Christine Zufferey
- 2010 : C'était comme marcher sur la lune (EP) - 2010[12]
- 2008 : À découvert

### Ziaf
- 2005 : En Rose
- 2005 : Hello Boy! You come with me?
- 2004 : Hommage à Edith Piaf

### All the Queen's Men
- 2002 : Curvy Baby
- 2001 : Madame Static

### Sabot
- 2002 : The Winding Up
- 1998 : Sabo

### January
- 1999 : January
- 1997 : Keep me from Sleeping
- 1997 : Fleece (single)
- 1996 : See Thru

### Vavoom
- 2005 : Let Go Let Love